# Urbain de Laval Boisdauphin
 (mai 2019).
Si vous disposez d'ouvrages ou d'articles de référence ou si vous connaissez des sites web de qualité traitant du thème abordé ici, merci de compléter l'article en donnant les références utiles à sa vérifiabilité et en les liant à la section « Notes et références ».
Urbain de Laval Bois-Dauphin (né en 1557 et mort le 27 mars 1629), marquis de Sablé et seigneur de Bois-Dauphin (à Précigné), Précigné, d'Aunay et de Saint-Aubin, etc., comte de Bresteau au Maine (à Lombron et Beillé), est un homme de guerre et diplomate français.

## Biographie
Il est le fils de René de Laval-Bois-Dauphin (°~ 1515 - † 1597 à Saint-Quentin) et de Jeanne de Lénoncourt (x  en septembre 1547), vicomte de Bresteau. Il épousa à Angers le 16 février 1577 Madeleine de Monteclerc, dame de Bourgon, d'Airon et de dix autres terres (°~ 1562 - † 17 mai 1612). Ils eurent pour trois fils : Philippe Emmanuel de Laval, marquis de Sablé († 4 juin 1640 à Bois-Dauphin) et deux autres morts jeunes.
Il fit ses premières armes au siège de Livron en 1575. Il servit au cours de la septième guerre de religion au siège de La Fère en novembre 1579. Il suivit, en 1587, Henri Ier de Guise, sous lequel il se signala aux combats de la bataille de Vimory et à la bataille d'Auneau le 24 novembre 1587.
À la journée des barricades, le 12 mai 1588, il se saisit de la place Maubert ; ce qui donna le temps au peuple de tendre les chaînes à travers les rues, et d'en fermer les issues. Henri III le fit arrêter aux états de Blois, au mois de décembre suivant, et le relâcha ensuite sur parole. Il défendit la ville du Mans contre Henri IV, auquel il la rendit le cinquième jour de siège, le 2 décembre 1589.
Il rallia le parti de la Ligue catholique sous Mercœur, gouverneur de la Bretagne, dont il est le principal lieutenant. Ce dernier le crée maréchal de Boisdauphin. En 1589, le maréchal de Bois-Dauphin se replie alors sur Craon, dernière place avant la Bretagne, où il nomme commandant Pierre Le Cornu, seigneur du Plessis de Cosmes qui en fait une place forte.
Il combat à la bataille d'Ivry le 14 mars 1590, où il fut blessé et prisonnier. Il était en 1591 le chef de la Ligue dans le Maine. En 1592, il marcha avec Alexandre Farnèse, duc de Parme au secours de Rouen. Sous Philippe-Emmanuel de Lorraine, duc de Mercœur, en 1592, il obligea Henri de Montpensier, prince de Dombes de lever le siège de Craon.
Il chargea son arrière-garde dans sa retraite ; le 24 mai, s'empara de Château-Gontier. Les Catholiques assiègent Mayenne le 4 juin : Le jeudi quatrième jour du mois de juin, fut assiégée la ville de Mayenne par le marquis de Belle-Isle et le mardi ensuivant fut rendue par composition à monsieur de Boisdauphin et fut fait un grand pillage à ladite ville et faubourg., et les huguenots se rendent le 7.
Il prit ou tailla en pièces, à Ambrières, cinq cents Anglais échappés de la bataille de Craon.
Le 11 juillet 1594, Urbain de Laval Boisdauphin pose la première pierre de l'église du Buron à Azé.
En 1594, Charles de Mayenne vend à Urbain de Laval-Boisdauphin la baronnie de Sablé, qui faisait partie du duché de Mayenne pour 90 000 livres.
Il fit alors acte de soumission à Henri IV en lui remettant Sablé et Château-Gontier, et rentra au service du roi. Ce dernier le fit alors conseiller d'État, puis chevalier de l'Ordre du Saint-Esprit le 5 janvier 1597.
Créé Maréchal de France, par état donné au camp d'Amiens le 25 juillet suivant, il prêta serment le 7 avril. Il fut envoyé ambassadeur extraordinaire en Allemagne en 1599 puis à la cour de Vienne, en 1601. Il fut nommé gouverneur et lieutenant-général en Anjou, le 4 octobre 1609. 
Lieutenant-général commandant l'armée du roi Louis XIII contre les princes mécontents, par pouvoirs du 4 août 1615, il eut ordre de couvrir Paris, d'arrêter l'armée des rebelles, et de ne point hasarder de bataille. Il s'assura de Creil, en chassa le commandant, qui était dévoué aux princes ; prévint le Henri II de Bourbon-Condé, prince de Condé, qui avait des intelligences dans la ville de Sens ; enleva le quartier du duc de Pinei-Luxembourg, ses équipages et sa caisse ; mit des troupes dans Gien, dont les mécontents avaient séduit plusieurs habitants, et dégagea les carabiniers du roi, investis à Housson ; ensuite il s'avança vers le Poitou, pour en fermer l'entrée aux mécontents.
En 1619, il reçut la reine-mère au Ponts-de-Cé, à la tête de quinze cents hommes à cheval, et se démit, en faveur de cette princesse, du gouvernement d'Anjou, au mois de juin. Il sera de son côté lors de la bataille des Ponts-de-Cé. Il se retira à Sablé, où il mourut le 27 mars 1629. Il fut inhumé en l’église des Prémontrés de Précigné.

## Publications
- Lettre envoyée par Monsieur le mareschal de Bois-Dauphin, à Monsieur de Liancourt gouverneur de Paris, sur la deffaite de l'advangarde de Monsieur le Prince, faicte par Monsieur de Praslin. Paris : chez Sylvestre Moreau, 1615. in-8.

## Armoiries
| Figure | Nom du prince et blasonnement                                                                                        |
|        | D'or à la croix de gueules cantonnée de seize alérions d'azur ordonnés 2 et 2 et chargée de cinq coquilles d'argent. |